# Suore angeliche di San Paolo
Le suore angeliche di San Paolo sono un istituto religioso femminile di diritto pontificio: i membri di questa congregazione pospongono al loro nome la sigla A.S.P.

## Storia

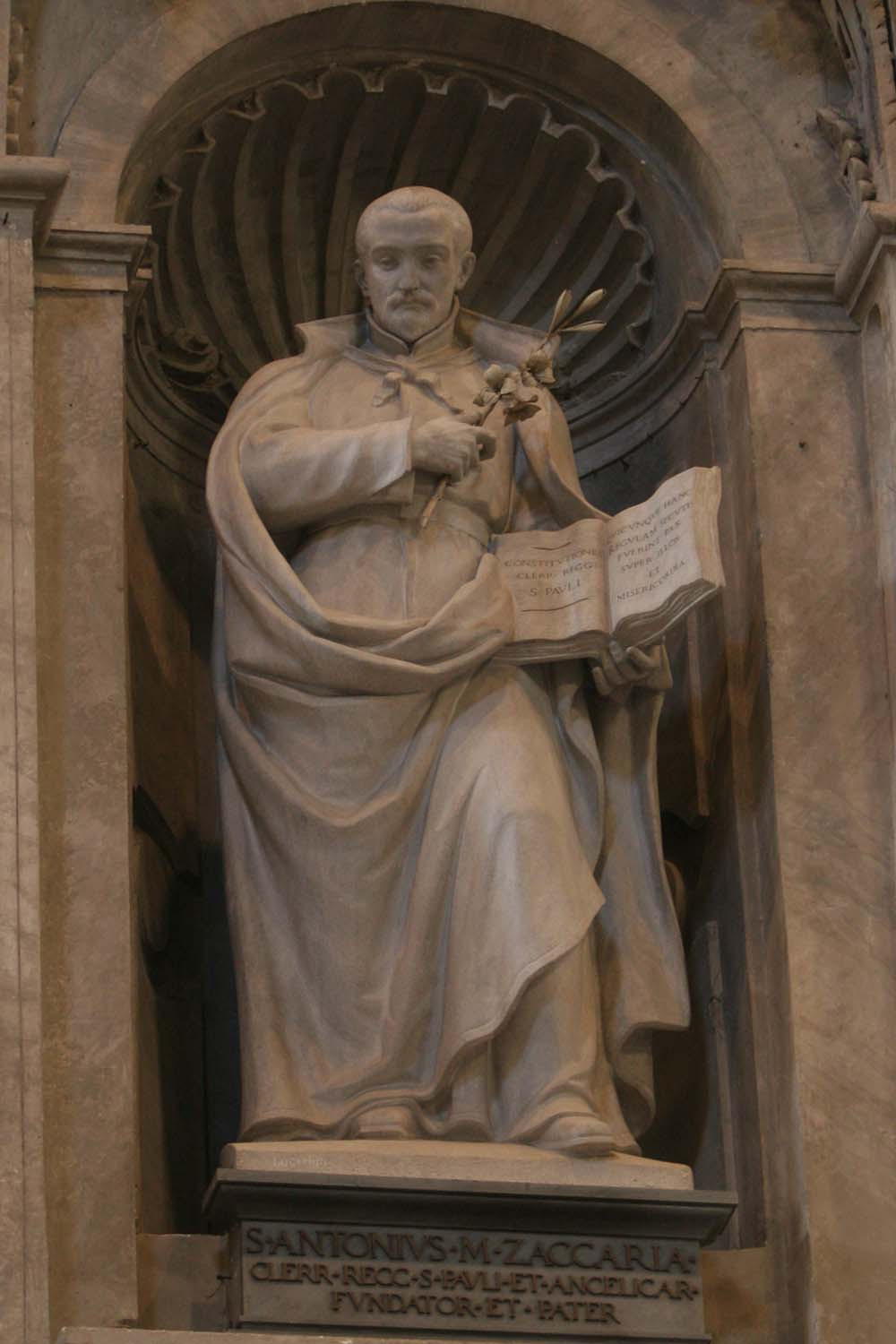
Sant'Antonio Maria Zaccaria: scultura di Cesare Aureli nella basilica di San Pietro in Vaticano (1909)

La congregazione, parallela a quella maschile dei barnabiti, sorse attorno al 1530 a opera del sacerdote italiano Antonio Maria Zaccaria e della contessa di Guastalla Ludovica Torelli, di cui lo Zaccaria era cappellano.
La forma organizzativa assunta dalle prime comunità di angeliche fu inizialmente fluida, non ancora controllata dall'alto: gruppi di donne si erano staccati dalle famiglie per raccogliersi in case scelte spesso nelle periferie dei centri urbani, in zone malfamate. Questi luoghi in cui si svolgeva una vita comunitaria priva di gerarchie, non si presentavano agli occhi degli abitanti della città come conventi tradizionali. La Torelli, ceduti nel 1539 i suoi stati a Ferrante I Gonzaga,non divenne mai un'angelica pur avendo pronunciato i voti nelle mani di Paola Antonia Negri (detta la "divina madre" per le sue doti mistiche) eccezionale figura carismatica che diresse la vita spirituale di barnabiti e angeliche per oltre vent'anni.
Le angeliche vennero approvate, con bolla del 15 gennaio 1535, da papa Paolo III, che diede loro la regola di Sant'Agostino, l'abito delle domenicane e le esentò dalla clausura, autorizzandole a uscire dai monasteri per le opere di apostolato: le religiose svolsero grande attività accanto all'arcivescovo Carlo Borromeo per la riforma morale e sociale della Chiesa milanese nell'età della controriforma. Il nome di "angeliche" venne formalmente approvato da Paolo III il 6 agosto 1545.
Con una serie di provvedimenti di papa Pio V, ripresi poi da Gregorio XIII nel 1572, a tutte le comunità religiose femminili venne imposto l'obbligo della clausura. Le angeliche vennero trasformate così in ordine monastico contemplativo, mettendo fine alla loro proficua attività di apostolato: la Torelli reagì fuggendo dal monastero.
Le loro costituzioni vennero redatte dal barnabita Carlo Bascapè su mandato dell'arcivescovo Carlo Borromeo e vennero approvate da papa Urbano VIII con breve del 12 maggio 1625. Furono angeliche anche quattro sorelle di papa Gregorio XIV.
Il primo monastero delle angeliche, quello di San Paolo a Milano, venne chiuso nel 1785 dall'imperatore Giuseppe II e nel 1810 le autorità napoleoniche soppressero l'ordine; l'ultima monaca angelica morì nel 1846, causando l'estinzione dell'ordine.
Nel 1879 il barnabita Pio Mauri restaurò le angeliche a Lodi e il 21 aprile 1882 la Santa Sede approvò l'ordine: nel 1919 papa Benedetto XV esentò le angeliche dalla clausura e nel 1926 le angeliche dei monasteri di Milano, Arienzo e Fivizzano si trasformarono in suore.

## Attività e diffusione
Le angeliche di San Paolo si occupano prevalentemente dell'istruzione e dell'educazione cristiana della gioventù, alle opere parrocchiali e all'apostolato missionario.
Sono presenti in Albania, Belgio, Brasile, Cile, Filippine, Kosovo, Italia, Polonia, Portogallo, Repubblica Democratica del Congo, Spagna e Stati Uniti d'America. La sede generalizia, dal 1948, è a Roma.
Al 31 dicembre 2005, la congregazione contava 240 religiose in 38 case.